# Charles Munger

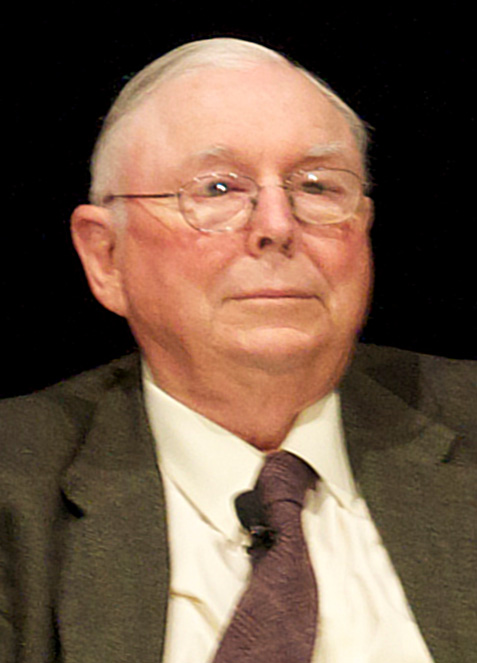
Munger bei Berkshire Hathaways Hauptversammlung, 2010

Charles Thomas „Charlie“ Munger (* 1. Januar 1924 in Omaha, Nebraska; † 28. November 2023 in Los Angeles, Kalifornien) war ein US-amerikanischer Rechtsanwalt, Investor, Manager, Milliardär und Mäzen. Er war Aktionär und Vice Chairman der Investmentgesellschaft Berkshire Hathaway, die vom US-amerikanischen Großinvestor Warren Buffett geleitet wird. Er ist auch eine jener Personen, die im Essay The Superinvestors of Graham-and-Doddsville Erwähnung finden.
Trotz Mungers maßgeblichem Einfluss auf die Geschäftsentwicklung von Berkshire Hathaway wird das Unternehmen vor allem mit Warren Buffett assoziiert. Als Ursache dafür gilt die auffallend ähnliche Denkweise der beiden.

## Leben und Karriere
Charles Munger wuchs als ältester Sohn einer Juristenfamilie in Omaha auf. Nach der Highschool studierte er an der University of Michigan für kurze Zeit Mathematik und dann Meteorologie, bevor er letztlich an der Harvard University den Abschluss in Jura erwarb. Daraufhin ließ er sich in Los Angeles nieder und praktizierte dort als Rechtsanwalt. Nach mehreren beruflichen Stationen gründete er mit einigen Kollegen schließlich die Anwaltssozietät Munger, Tolles, Hills & Wood (2012: Munger, Tolles & Olsen).
Bei einem arrangierten Zusammentreffen mit Warren Buffett ließ er sich dazu überreden, nach dessen Vorbild ins Investmentgeschäft einzusteigen. So gründete er im Jahr 1962 zusammen mit einem Freund die Investmentgesellschaft Wheeler, Munger & Co. Deren Gewinnentwicklung von 19,8 % p. a. ließ den US-Leitindex Dow Jones bis zu ihrer Liquidation Anfang 1976 deutlich hinter sich. Obwohl Buffett und Munger getrennt voneinander arbeiteten, sorgte die große Ähnlichkeit ihres Investmentstils für verschiedene, im Prinzip aber rein zufällige geschäftliche Verbindungen. So kauften sich beispielsweise beide Anfang der 1970er-Jahre unabhängig voneinander in die Einzelhandelskette Diversified Retailing und die Rabattmarkenfirma Blue Chip Stamps ein, um deren Finanzreserven für weitere Zukäufe zu nutzen. Die Formalisierung der Verbindung zwischen Munger und Buffett ergab sich erst 1978, als Warren Buffett seine zu dieser Zeit verstreuten Investmentaktivitäten auf Druck der US-Börsenaufsicht in Berkshire Hathaway zusammenführte. Dabei wurde Diversified Retailing mit Berkshire fusioniert, und „Charlie“ Munger erhielt als Abfindung für seine Anteile zwei Prozent der Berkshire-Aktien und den Posten als Vice Chairman. Darüber hinaus übernahm er die Geschäftsführung der wichtigsten gemeinsam über Diversified und Blue Chip erworbenen Beteiligung, der Berkshire-Tochter Wesco Financial Corporation.
In den folgenden drei Jahrzehnten benutzte Munger Wesco als Investmentvehikel nach dem Vorbild von Berkshire. Bis zur endgültigen Übernahme durch das Mutterunternehmen im Jahre 2011 ließ dessen Gewinnentwicklung – wie schon bei Mungers bisherigen Unternehmungen – den US-Leitindex S&P 500 deutlich hinter sich, wenn auch mit erheblichem Abstand hinter der Konzernmutter. Darüber hinaus kaufte sich Munger im Laufe der Jahre privat in einen Zeitungsverlag aus Los Angeles und das Großhandelsunternehmen Costco Wholesale ein und übernahm dort jeweils Führungspositionen, die er bis 2013 innehatte.
Von besonderer Bedeutung war Mungers Verhältnis zu Warren Buffett. Abgesehen von Buffetts Mentor Benjamin Graham war Munger über Jahrzehnte die einzige Person, die wesentlichen Einfluss auf Buffetts ansonsten im Grunde einsame Investmententscheidungen hatte. Wesentliche Ursache war zeitgenössischen Beobachtern zufolge die sehr große, beinahe „gespenstische“ Ähnlichkeit ihrer Denkweise und ihrer Eigenarten, die ihm den Spitznamen „(Buffetts) Alter Ego“ einbrachte. Dies äußerte sich unter anderem in stundenlangen Konversationen und praktisch blindem Verständnis der Investmententscheidungen des jeweils anderen, welche auch die erwähnten geschäftlichen Zufallsverbindungen nach sich zogen. Auf der Hauptversammlung von Berkshire Hathaway war Munger in diesem Zusammenhang vor allem für den Satz “I have nothing further to add” (deutsch: „Ich habe dem nichts mehr hinzuzufügen“) im Anschluss an Buffetts Antworten bekannt.
Bei aller Ähnlichkeit fehlte Munger aber seit jeher Buffetts lockere Art im Umgang mit Menschen. Stattdessen pflegte er einen mürrischen und sehr unpersönlichen Umgangston. Er trat sowohl Menschen als auch Investments mit großer Skepsis, Voreingenommenheit und elitärer Anspruchshaltung gegenüber. Auch pflegte er nicht Buffetts sprichwörtliche Knauserigkeit, sondern gab sich als Partylöwe und führte ein luxuriöses Privatleben. Dem stand jedoch ein tiefes moralisches Empfinden gegenüber. Außerdem betätigte sich Munger als Eklektiker, indem er Denkmodelle aus unterschiedlichen Wissenschaften für seine Entscheidungsfindung nutzte.
Im Unterschied zu Buffett war Munger schon recht früh von anderen Investoren wie Philip Fisher beeinflusst. So missfiel ihm Buffetts ursprüngliche, noch von Graham herrührende Präferenz für Unternehmen, die – meist aufgrund schlechter Geschäftsaussichten – unterhalb ihres Liquidationswertes notierten. Stattdessen war es seiner Ansicht nach „besser, einen angemessenen Preis für ein gutes Unternehmen zu bezahlen als einen Spottpreis für eine Schrottfirma.“ Daher bewog er Buffett im Laufe der Jahre dazu, seinen Investmentansatz dahingehend zu überdenken, was Buffett auch wiederholt öffentlich eingeräumt hat. Trotz  seines maßgeblichen Einflusses auf die erfolgreiche Entwicklung von Berkshire Hathaway stand Munger in der Popularität weit hinter Warren Buffett zurück.
Neben seiner beruflichen Tätigkeit war Munger ab Ende der 1960er-Jahre ehrenamtlich stark engagiert. So war er maßgeblich an der Einrichtung von Abtreibungskliniken in Los Angeles beteiligt, sanierte ein marodes Krankenhaus und stiftete mehrmals an die University of Michigan. Gemeinsam mit seiner zweiten Frau stiftete er außerdem ein Wohnheim an der Stanford University.
Charles Munger war zweimal verheiratet. Aus seiner ersten Ehe (1945–1953) gingen zwei Kinder hervor. Nach der Scheidung von seiner ersten Frau heiratete er 1956 nochmals und überlebte seine zweite Frau († 2010). Aus dieser zweiten Ehe stammen weitere fünf gemeinsame Söhne. Dazu kommen zwei Stiefkinder, die aus der ersten Ehe seiner zweiten Frau stammen. Mungers ältester Sohn starb bereits 1955 an Leukämie.
Mungers Sehvermögen war zuletzt stark eingeschränkt. Die Ursachen waren Grauer Star und Komplikationen durch Epithelwucherung bei der darauffolgenden Augenoperation, wodurch sein linkes Auge entfernt werden musste. 
Munger starb am 28. November 2023 im Alter von 99 Jahren in einem Krankenhaus in Kalifornien. In einer Erklärung nach seinem Tod sagte Warren Buffett: „Berkshire Hathaway hätte ohne Charlies Beteiligung, Inspiration und Weisheit nicht bis zu seinem heutigen Status aufgebaut werden können.“